# Axel Olivecrona
Knut Axel Gustaf Olivecrona, född 10 februari 1860 i Uppsala församling, Uppsala län, död där 21 september 1948 i Uppsala församling, Uppsala län, var en svensk jurist.

## Biografi
Axel Olivecrona var son till Knut och Rosalie Olivecrona. Efter mogenhetsexamen i Stockholm 1878 avlade han juridisk-filosofisk examen 1880 och juris utriusque kandidat 1884 i Uppsala. År 1884 blev han extra ordinarie notarie i Svea hovrätt, där han tjänstgjorde som fiskal en kort tid 1888 samt som adjungerad ledamot 1893–1894 och 1909. Under åren 1885–1900 var han tillförordnad domhavande sammanlagt nio år. Han utnämndes till häradshövding i Uppsala läns mellersta domsaga 1900. Där stannade han till 1927, då domsagan uppgick i Uppsala läns södra domsaga och han förflyttades dit. Olivecrona avgick som häradshövding 1930. År 1927 promoverades han till juris hedersdoktor vid Uppsala universitet. 
Vid sidan av sin långa tid som domare innehade Olivecrona en mängd utrednings- och kommittéuppdrag. Bland annat var han 1909–1910 ordförande för sakkunniga i Justitiedepartementet angående frågan om lag om förmyndarskapsförvaltning och utarbetade därvid förslag till en sådan lag. Olivecrona var även krigsdomare 1915–1916 och biträdande lärare vid juridiska fakulteten vid Uppsala universitet, där han ledde den praktiska kursen 1910–1916. Han var 1923–1932 ordförande i styrelsen för Föreningen Sveriges häradshövdingar. Olivecrona ägnade också tid åt kommunalpolitiken i Uppsala, bland annat som ledamot av stadsfullmäktige 1907–1918 samt som ordförande i styrelsen för Uppsala läns arbetsförmedling 1910–1934 och i Uppsala stads egnahemsstyrelse 1911–1931. Han innehade 1902 ett domarstipendium för studier av civilprocessen i Österrike, redovisade i en uppsats med titeln Den österrikiska civilprocessen med särskild hänsyn till snabbhet och koncentration i rättegång vid underrätt (Nytt juridiskt arkiv 1903). Axel Olivecrona är begraven på Uppsala gamla kyrkogård.